# 双子座
雙子座（英語：Gemini，天文符号：♊）黄道带星座之一，星座日期5/21~6/21，面积513.76平方度，占全天面积的1.245%，在全天88个星座中，面积排行第三十位。双子座中亮于5.5等的恒星有47颗，最亮星为北河三（双子座β），视星等为1.14。每年1月5日子夜双子座中心经过上中天。
1781年，英国天文学家威廉·赫歇尔和他的妹妹卡罗琳·赫歇尔在双子座H附近发现天王星。1930年，美国天文学家汤博在双子座δ附近發现冥王星。美国的双子星座计划就是以双子座来命名的。

## 特征

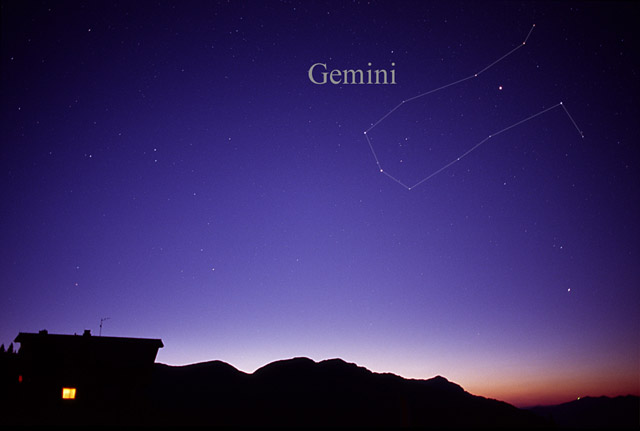
雙子座，因為它可以用肉眼看到（帶星座線繪製）。（來自AlltheSky.com ）

双子座的西边是金牛座，东边是比较暗淡的巨蟹座。御夫座和非常不明显的天猫座位于它的北边，麒麟座和小犬座位于它的南边。
双子座有两颗非常亮的星—北河三(雙子座β)和北河二(雙子座α)。其它的星都比较暗，只有γ是在城市灯光下也能被看到的。但在远离灯光污染的地方，可以看到稀薄的银河从双子座西部经过。
北河三和金牛座的毕宿五、御夫座的五车二、小犬座的南河三、大犬座的天狼星、猎户座的参宿七组成冬季六边形。

## 神话

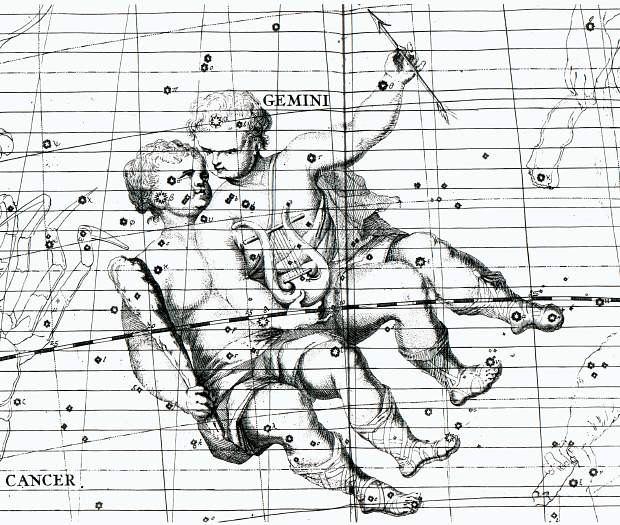
17世紀天文學家約翰·赫維留筆下的雙子座

雙子座代表的是希臘神話中的天神宙斯與斯巴達王后勒達所生的孿生子(雙胞胎)卡斯托耳和波魯克斯（合称狄俄斯库里兄弟），两人一生充满无数的英雄壮举。但他们因和伊達斯和林叩斯分配战利品时产生矛盾，互相反目成仇并开始决斗，结果林叩斯被卡斯托耳杀死，卡斯托耳被伊达斯杀死，伊达斯又被波魯克斯杀死。
波魯克斯向宙斯哀求如果能让卡斯托耳复活，他宁愿放弃自己的不死之身。宙斯被兄弟俩的友爱精神所感动，将他们提升到天界，成为双子座。
- 北河二(双子座α)，是第一颗经过天文观测确认的物理双星，复合星等1.58，全宇宙第22亮星，距离为31光年。子星αA的视星等是1.9等，子星αB是2.9等。此外还有一个视星等为8.8等的伴星αC，而且这三颗星分别都是分光双星。因此北河二是一颗六合星。
- 井宿一(双子座μ)，不规则变星，亮度介于2.75-3.02之间，距离为160光年。
- 井宿七(双子座ζ)，造父变星，视星等最大为3.62，最小为4.18，变光周期为10天3小时37分。
- 双子座R，长周期变星，亮度介于6.0-14.0之间，变光周期为369.91日。

### 重要主星表
| 拜耳命名法 | 中國星官 | 英文名字        | 英文含意          | 視星等 |
| ---------- | -------- | --------------- | ----------------- | ------ |
| 双子座α    | 北河二   | Castor          | 马术师/卡斯托耳   | 1.58   |
| 双子座β    | 北河三   | Pollux          | 拳术师/波吕刻丢斯 | 1.14   |
| 双子座γ    | 井宿三   | Alhena          | 骆驼身上的烙印    | 1.93   |
| 双子座δ    | 天樽二   | Wasat           | 中间              | 3.53   |
| 双子座ε    | 井宿五   | Mebsuta         | 狮子伸出的爪子    | 2.98   |
| 双子座ζ    | 井宿七   | Mekbuda         | 狮子收起的爪子    | 3.79   |
| 双子座η    | 鉞       | Tejat Prior     | 前脚              | 3.28   |
| 双子座θ    | 五诸侯一 | Nageba          | 出身名门          | 3.60   |
| 双子座ι    | 五诸侯三 | -               | -                 | 3.79   |
| 双子座κ    | 积薪     | Al Kirkab       | 葡萄园的农夫      | 3.57   |
| 双子座λ    | 井宿八   | Kebash          | 羊群              | 3.58   |
| 双子座μ    | 井宿一   | Tejat Posterior | 后脚              | 2.81   |
| 双子座ν    | 井宿二   | -               | -                 | 4.51   |
| 双子座ξ    | 井宿四   | Alzir           | 花蕾              | 3.36   |
| 双子座ο    | 北河增二 | -               | -                 | 4.85   |
| 双子座π    | -        | -               | -                 | 5.10   |
| 双子座ρ    | 北河一   | -               | -                 | 4.18   |
| 双子座σ    | 北河增四 | -               | -                 | 4.20   |
| 双子座τ    | 五诸侯二 | -               | -                 | 4.41   |
| 双子座υ    | 五诸侯四 | -               | -                 | 4.06   |
| 双子座φ    | 五诸侯五 | -               | -                 | 4.97   |
| 双子座χ    | 爟增三   | -               | -                 | 4.90   |
| 双子座ω    | 天樽三   | -               | -                 | 5.18   |
| 双子座1    | 司怪二   | Propus          | 前脚              | 4.75   |
| 双子座36   | 井宿六   | -               | -                 | 5.25   |
| 双子座57   | 天樽一   | -               | -                 | 5.00   |
| HP34033    | 四渎一   | -               | -                 | 5.16   |

## 深空天体

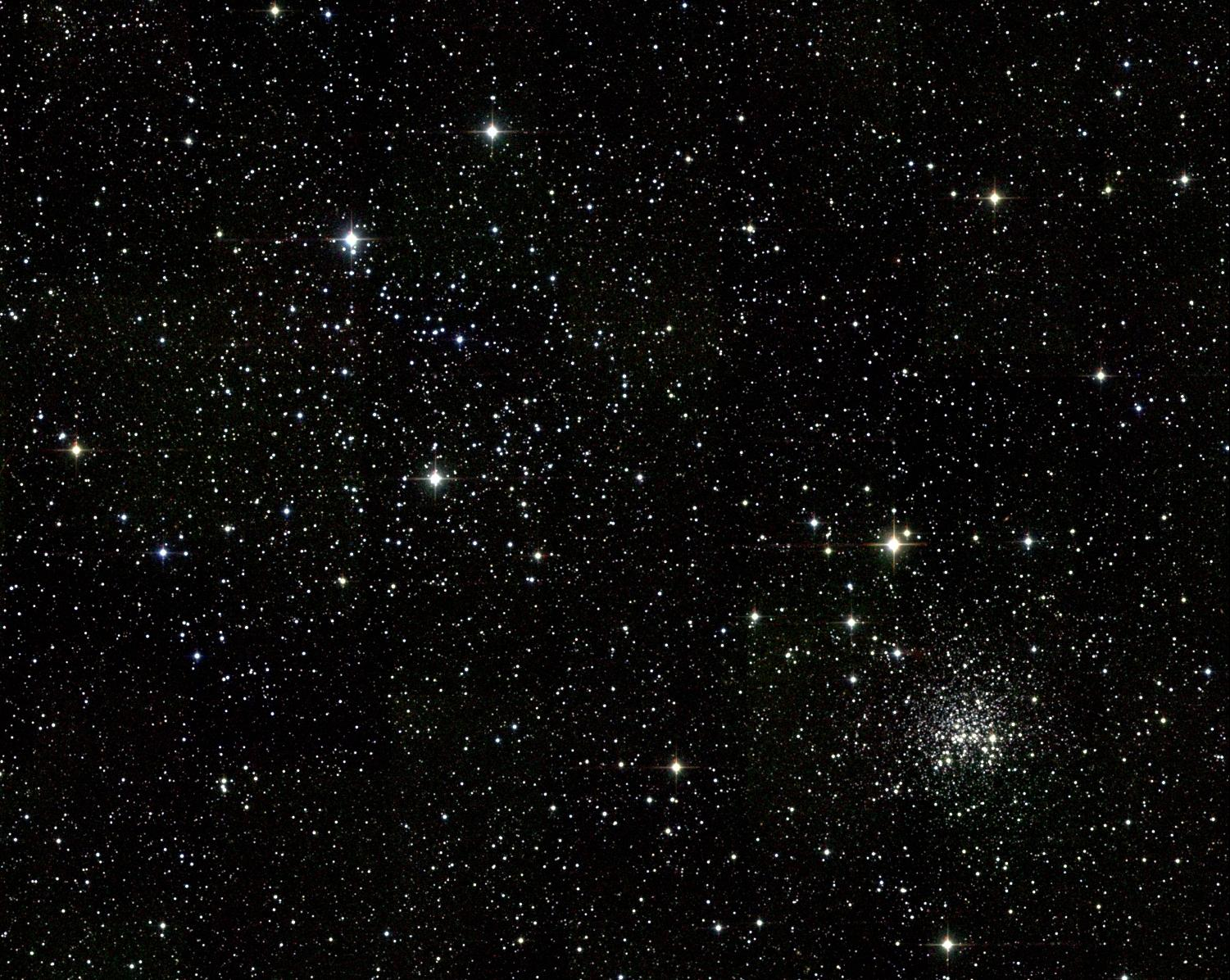
Messier 35 and NGC 2158

M35是一個大型、細長的5等疏散星團，由瑞士天文學家尚-菲利浦·德·歇索於1745年發現。它的面積約為0.2平方度，與滿月大小相同，意味著M在黑暗的天空下可用肉眼看見M35；在更明亮的天空下，用雙筒望遠鏡可以看到它。M35的200顆恆星排列成鏈，在整個星團中彎曲，距離地球2800光年。雙子座中的另一個疏散星團是NGC 2158。
爱斯基摩星云是一個行星狀星雲，總星等為9.2等，距離地球4,000光年。在小型業餘望遠鏡中，可以看到它的10等中心恆星以及藍綠色的橢圓盤，像一個爱斯基摩人穿著大衣。
蛇妖星雲是另一個行星狀星雲，距離地球1,500光年。
傑敏卡γ射線源是一顆中子星，距離地球約550光年。其他深空天體包括NGC 2129、NGC 2158、NGC 2266、NGC 2331和NGC 2355。

## 外部連結
- The Deep Photographic Guide to the Constellations: Gemini（页面存档备份，存于）
- The clickable Gemini（页面存档备份，存于）
- wikisky.org: Gemini constellation（页面存档备份，存于）
- Star Tales – Gemini（页面存档备份，存于）